# Phaeophila
Phaeophila, rod zelenih algi smješten u vlastitu porodicu Phaeophilaceae, dio reda Ulvales. Postoji devet priznatih vrsta.
Vrstu P. hirsuta, prvi puta opisao je pod imenom Endoderma hirsutum, hrvatski botaničar i oceanograf Ante Ercegović.

## Vrste
1. Phaeophila bulbochaete (P.Dangeard) R.Nielsen
2. Phaeophila dendroides (P.Crouan & H.Crouan) Batters
3. Phaeophila endophyta (M.Möbius) R.Nielsen
4. Phaeophila filiformis (Collins & Hervey) W.R.Taylor
5. Phaeophila hirsuta (Ercegovic) R.Nielsen
6. Phaeophila pacifica (Levring) Nielsen
7. Phaeophila polymorpha C.-C.Jao
8. Phaeophila ramosa (Levring) Nielsen
9. Phaeophila vagans (Børgesen) R.Nielsen